# Catalina (gmina)
Catalina – gmina w Rumunii, w okręgu Covasna. Obejmuje miejscowości Catalina, Hătuica, Imeni, Mărcușa i Mărtineni. W 2011 roku liczyła 3378 mieszkańców.